# Бовуд-гауз
Бовуд — памʼятка архітектури Великої Британії 1-го рівня, заміський будинок у георгіанському стилі з інтер'єрами Роберта Адама та садом, розробленим Ланселотом Брауном. Він примикає до села Деррі-Хілл, на півдорозі між Калном та Чіппенхамом у Вілтширі в Англії. Більша частина будинку була знесена у 1956 році.

## Історія

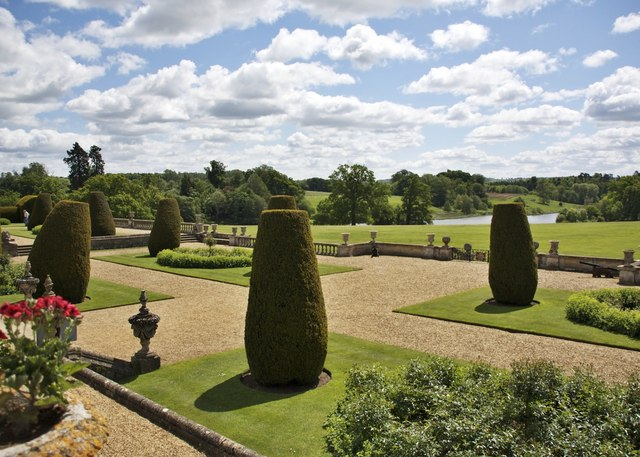
Італійські сади тераси у Бовуді

Перший будинок у Бовуді було збудовано близько 1725 року на місці мисливського будиночка колишнім орендарем, сером Орландо Бріджманом, 2-м баронетом, який придбав майно в англійської корони. Його дід сер Орландо Бріджман, лорд-голова правосуддя звичайних приводів, взяв його в оренду у короля Карла II. Згодом, Бріджман потрапив у фінансову скруту, тому 1739 року за указом Канцерії будинок і парк придбав його головний кредитор Річард Лонг. У 1754 році Лонг продав його 1-му Шелбурнському ерлу, який найняв архітектора Генрі Кіна для розширення будинку.

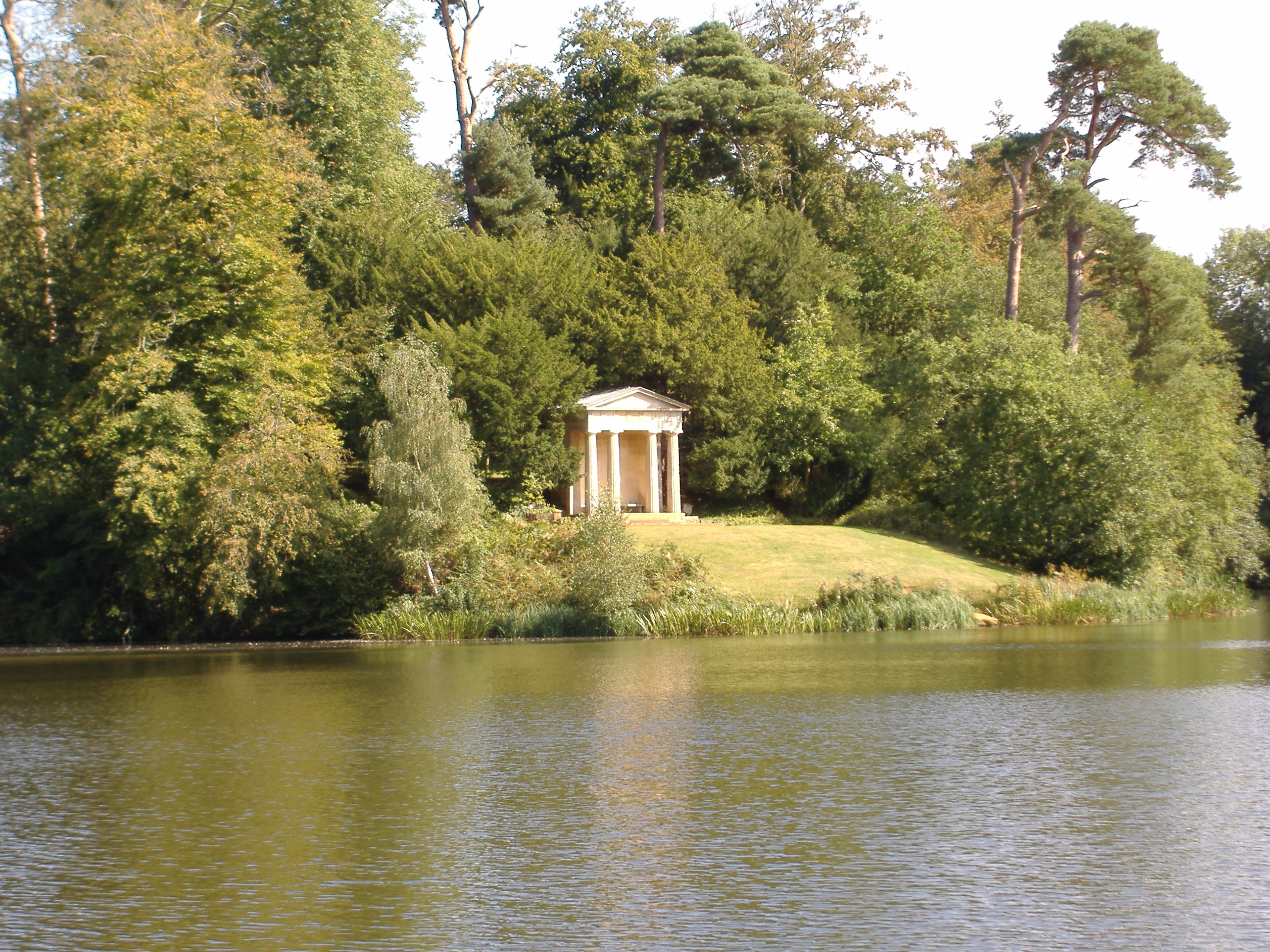
Примхливий Дорійський храм англійських ландшафтних садах, за проєктом Ланселота Брауна

Вільям Петті, 2-й ерл Шелбурна, прем'єр-міністр Англії з 1782 по 1783 рік, й набутим маркізом Лансдауном для переговорів про мир з Америкою після війни за незалежність ЗДА. Він обставив Бовуд та його лондонський дім Лансдаун-хауз чудовими колекціями картин та класичної скульптури й доручив Роберту Адаму прикрасити грандіозні зали у Бовуді та додати чудову оранжерею, а також невелику менажерію для диких тварин, де утримувалися леопард й орангутанг. Адам також побудував для 1-го ерла у парку мавзолей, що також є памʼяткою I класу.
У 1770-х роках «Великий будинок» та «Маленький будиночок» в Бовуді були об'єднані будівництвом величезної приймальні.

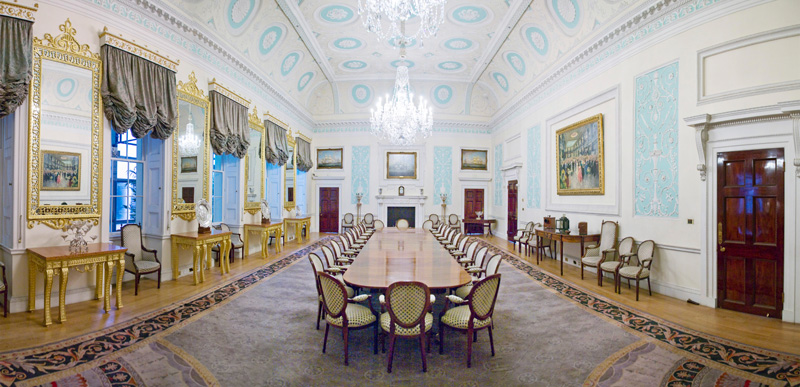
Адамова зала у будинку Ллойда

За Першої світової війни 5-им маркізом було створено допоміжну лікарню Червоного Хреста в оранжереї. За Другої світової війни Великий будинок спочатку займала школа, потім Королівські ПС. Після цього він залишився порожнім, і до 1955 року був настільки зруйнованим, що 8-ий маркіз зніс його, й найняв архітектора Ф. Сортану Самуельса, щоб перетворити Маленький будинок у більш комфортне житло. У цей період було знесено багато заміських будинків. Перед зносом будівля Адамової їдальні була виставлена на аукціон та викуплена страховим ринком Ллойдс Лондона, що демонтував її та встановив у залі Комітету свого будинку 1958 року. У 1986 році зала перенесена на 11-й поверх їхньої нинішньої будівлі, також на Лайм-стріт у Лондонському Сіті. Портик із будинку було перенесено у Роат-корт у Кардіффі.

## Мистецький музей і кімната винаходу кисню
Переднє залишене крило будинку відкрите для публіки з виставкою кімнат, картин та скульптури. Однією з кімнат була лабораторія Джозефа Прістлі, який виявив там кисень 1 серпня 1774 року. У 2000 році Бовудський будинок був визначений Національною історичною хімічною пам'яткою ACS на знак визнання важливості відкриття Прістлі.
Було виявлено, що став утворили на місці села під назвою Меннінгс-Хілл. У 2007 році водолази знайшли залишки двох котеджів та кам'яні стіни, вкриті озером.
На території садиби — пригодницькі майданчики для дітей віком від 12 років, великий водоспад, а також багато садів, що містять 3,2 км рододендрових стежок у травні та червні, та килими з жовтих нарцисів, нарцисів та синіх дзвіночків навесні.

## Парк і сади
Бовуд — один із найкращих парків Ланселота Брауна. Його закладено на 800 гектарах у 1760-х роках, коли він замінив більш ранній, формальний сад алей та дикої природи. Сад Брауна охоплює звивисте озеро (майже 1 км завдовжки), з газонами, що плавно нахилені від будинку й сходять зрілими деревами.
Браун насадив огороджений стіною дендропарк із рідкісних дерев на території Втішних садів. Приблизно в цей час споруджено примхливий Дорійський храм, що спочатку розміщено Брауном у Втішних садах, і був перенесений на сучасне місце над озером.
У 1766 році леді Шелбурн відвідала ландшафтний сад, створений Чарльзом Гамільтоном у своєму суррейському маєтку Пейншилл-Парк. Тоді Гамільтону було запропоновано вдосконалити сади Брауна, що він зробив у 1780-х роках додаванням до озеру каскаду, гротами та відлюдної печери.
Італійські терасові сади з південного фронту будинку були замовлені 3-м маркізом. Верхня тераса сера Роберта Смьорка була завершена у 1818 році, а нижня тераса — Джорджем Кеннеді у 1851 році.
У 1987 році формальний сад, втішні сади, парк та ліс були віднесені до І класу історичних парків і садів Англії. Поля для гольфу було прокладено на захід від парку наприкінці 1990-х років, а у 2009 році неподалік від нього було відкрито готель.

## Відомі мешканці Лансдауна
Бовудський будинок — це величний дім родини Лансдаун, що був резиденцією для:
- Джон Петті, 1-й ерл Шелбурна (1706—1761)
- Вільям Петті Фіцмауріце, 2-й ерл Шелбурна і 1-а маркіз Лансдауна, (1737—1805)
- Генрі Чарльз Кіт Петті-Фіцмауріце, 5-ий маркіз Лансдауна, (1845—1927)

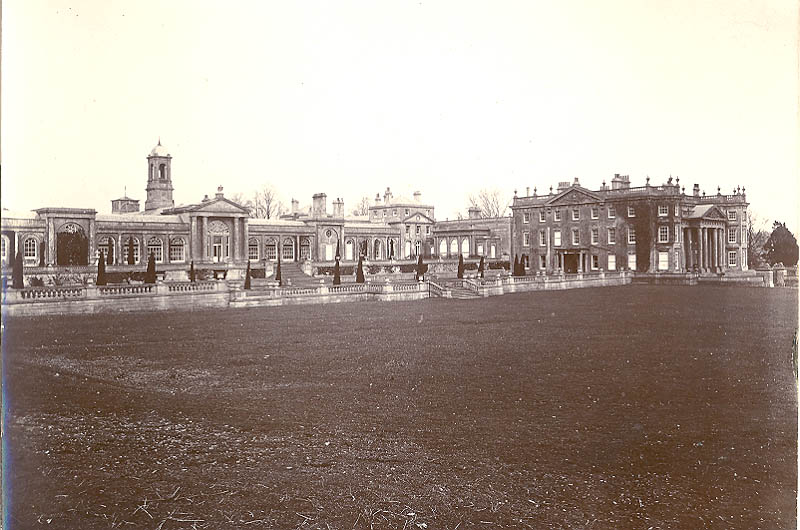
Бовудський будинок у 1905 році. На сьогодні лишилися лише оранжерейне крило ліворуч